# Bittersjöarna

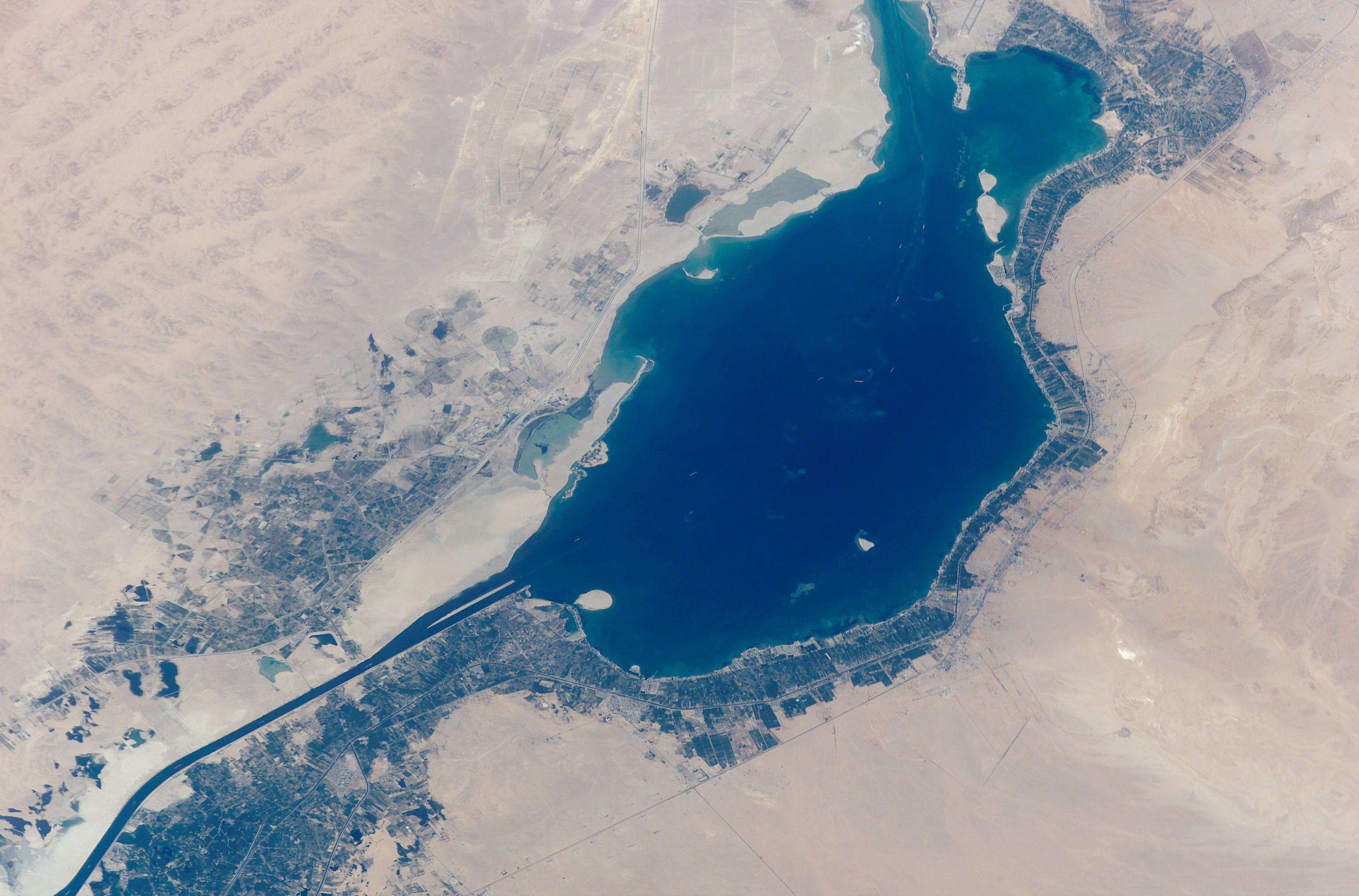
Stora Bittersjön

Bittersjöarna (arabiska: al-Buheyrat al-Murrat) är två saltvattenssjöar som ingår i Suezkanalen. De utgörs av den nordligare Stora Bittersjön och den sydligare Lilla Bittersjön, vilka hänger ihop genom ett avsmalnande område och har en sammanlagd yta på 300 km² och en längd på 35 km. Ursprungligen var sjöarna en bukt av Röda havet, som skildes från havet och undan för undan torkade ut och blev en depression på 10 meter under havet. År 1869 leddes Suezkanalen genom Bittersjöarna.
Eftersom kanalen saknar slussar flyter vatten fritt från Medelhavet och Röda havet till dessa sjöar, och ersätter vatten som försvinner genom avdunstning.
Efter sexdagarskriget 1967 stängdes Suezkanalen av egyptiska trupper den 6 juni genom att fartyg sänktes i båda kanalmynningarna. En konvoj om femton fartyg var på väg norrut genom kanalen och blev instängda i kanalen, den så kallade Gula flottan, efter all ökensand som snart täckte fartygsdäcken. Ett fartyg sjönk 1973 på grund av beskjutning men de flesta fartyg ankrade i Stora Bittersjön. Den egyptiska militären försökte först isolera fartygen men efter hand bildade fartygens besättningar Great Bitter Lake Association, ordnade idrottsturneringar och egen postgång. Fartygens besättningar blev så småningom avlösta av nytt manskap men många tillbringade månader ombord.
Efter att Israel och Egypten överenskommit om vapenvila år 1974 kunde ett års uppröjningsarbete påbörjas och kanalen öppnade igen för trafik i juni 1975.
Efter att ha legat för ankar i åtta år var fartygen inte längre i skick för trafik och de svenska fartygen M/S Killara  och M/S Nippon  bogserades redan i maj 1975 till Pireus för att rustas upp igen för nya ägare.